# چیارا بکاری
چیارا بکاری (انگلیسی: Chiara Beccari؛ زادهٔ ۲۷ سپتامبر ۲۰۰۴) بازیکن فوتبال اهل ایتالیا است که در حال حاضر برای باشگاه فوتبال زنان یوونتوس در پست مهاجم بازی می‌کند.
از باشگاه‌هایی که در آن بازی کرده است می‌توان به باشگاه فوتبال زنان یوونتوس اشاره کرد.
وی همچنین در تیم‌های ملی فوتبال زیر ۱۷ سال، زیر ۱۹ سال، و بزرگسالان زنان ایتالیا بازی کرده است.

## دوران باشگاهی

### آکادمی سن مارینو
چیارا بکاری در تیم‌های جوانان آکادمی سن مارینو بازی کرد.

### یوونتوس
در سال ۲۰۱۹، بکاری به باشگاه فوتبال زنان یوونتوس پیوست و در تیم «پریماورا» (زیر ۱۹ سال) این باشگاه بازی کرد. او در دو فصل ۳۴ گل به ثمر رساند و به قهرمانی در تورنئو دی ویارجیو کمک کرد. در اوت ۲۰۲۱، بکاری اولین بازی خود را برای تیم بزرگسالان یوونتوس در سری آ زنان مقابل باشگاه فوتبال زنان پومیگلیانو انجام داد. در سپتامبر ۲۰۲۱، او اولین بازی قاره‌ای خود را در مراحل مقدماتی لیگ قهرمانان زنان اروپا ۲۲–۲۰۲۱ انجام داد و در وقت اضافه به عنوان تعویضی در پیروزی ۲–۰ مقابل تیم آلبانیایی باشگاه فوتبال زنان ولازنیا اشکودر وارد زمین شد.

### قرضی به کومو و ساسولو
در ژوئیه ۲۰۲۲، بکاری به باشگاه فوتبال زنان کومو قرض داده شد. در نوامبر ۲۰۲۲، او با یک پنالتی در برابر تیم مادر خود، یوونتوس، گل تساوی‌بخش را به ثمر رساند. در دوران حضورش در کومو، بکاری پنج گل در لیگ زد و بهترین گلزن این تیم شد. پس از پنج بازی برای تیم اصلی باشگاه فوتبال زنان یوونتوس در سری آ زنان فصل ۲۳–۲۰۲۲ و پایان دوران قرضی او در کومو، بکاری در آوریل ۲۰۲۳ اولین قرارداد حرفه‌ای خود را با یوونتوس امضا کرد که این قرارداد سه‌ساله از ژوئیه همان سال آغاز شد. در ژوئن ۲۰۲۳، او به عنوان بهترین بازیکن زیر ۲۱ سال فصل ۲۳–۲۰۲۲ سری آ زنان انتخاب شد.
در ژوئیه ۲۰۲۳، بکاری به باشگاه فوتبال زنان ساسولو برای فصل سری آ زنان ۲۴–۲۰۲۳ قرض داده شد. در دسامبر ۲۰۲۳، او به عنوان پنجمین بازیکن جوان برتر سال (زیر ۲۰ سال) توسط فدراسیون بین‌المللی تاریخ و آمار فوتبال انتخاب شد. دوران قرضی بکاری در ساسولو موفقیت‌آمیز بود و او پتانسیل و مهارت‌های فنی خود را به نمایش گذاشت. در ژوئن ۲۰۲۴، او به یوونتوس بازگشت و قراردادی جدید تا ژوئن ۲۰۲۷ امضا کرد. در مارس ۲۰۲۵، او قرارداد خود را تا ژوئن ۲۰۲۸ تمدید کرد.

## دوران ملی
بکاری در تیم‌های جوانان ایتالیا بازی کرد و گل‌های بسیاری به ثمر رساند. در اکتبر ۲۰۲۱، او اولین گل‌های خود را برای تیم زیر ۱۹ سال ایتالیا به ثمر رساند و دو گل مقابل لهستان در مرحله مقدماتی مسابقات قهرمانی زنان زیر ۱۹ سال اروپا ۲۰۲۲ زد. در مسابقات قهرمانی زنان زیر ۱۹ سال اروپا ۲۰۲۲، او یک گل مقابل جمهوری چک در پیروزی ۴–۰ به ثمر رساند، اما این برای صعود ایتالیا از مرحله گروهی کافی نبود.
در آوریل ۲۰۲۳، بکاری اولین بازی خود را برای تیم ملی بزرگسالان ایتالیا انجام داد و در یک بازی دوستانه مقابل تیم ملی فوتبال زنان کلمبیا در ترکیب اصلی قرار گرفت و به والنتینا گیاسینتی کمک کرد تا اولین گل پیروزی ۲–۱ را به ثمر برساند.
در ژوئیه ۲۰۲۳، بکاری به تیم ملی ایتالیا برای جام جهانی فوتبال زنان ۲۰۲۳ دعوت شد.
در ژوئیه ۲۰۲۴، بکاری اولین گل خود را برای تیم ملی بزرگسالان ایتالیا به ثمر رساند و در پیروزی ۴–۰ مقابل فنلاند در لیگ آ مقدماتی جام ملت‌های زنان اروپا ۲۰۲۵ گل اول بازی را زد.

## سبک بازی
بکاری نمونه‌ای از یک مهاجم مدرن است که مهارت‌های فنی خوب و قدرت بدنی چشمگیری دارد و در حال دویدن با دقت بالا گلزنی می‌کند. او گفته است که از کریستیانا جیرلی الهام گرفته و از او یادگرفته که در تمرینات همه چیز را بدهد و به چشم‌انداز گلزنی او برسد.